# NGC 5930
NGC 5930 је спирална галаксија у сазвежђу Волар која се налази на NGC листи објеката дубоког неба.
Деклинација објекта је + 41° 40' 33" а ректасцензија 15h 26m 8,0s. Привидна величина (магнитуда) објекта NGC 5930 износи 12,2 а фотографска магнитуда 13,0. Налази се на удаљености од 41,9000 милиона парсека од Сунца. NGC 5930 је још познат и под ознакама UGC 9852, MCG 7-32-7, CGCG 222-7, IRAS 15243+4150, 1ZW 112, VV 823, ARP 90, KCPG 466B, PGC 55080.